# 炎と血 (ゲーム・オブ・スローンズ)
『炎と血』はHBO(日本ではスター・チャンネルが放送)のファンタジー・ドラマ・シリーズである『ゲーム・オブ・スローンズ』の第1章『七王国戦記』の最終第10話である。プロデューサーでもあるデイヴィッド・ベニオフ と D・B・ワイスが脚本を書き、 アラン・テイラーが監督した。
タイトルはターガリエン家の標語である。このエピソードは、エダードの処刑に対するスターク家の反応を中心に描かれる。サンサは人質となり、アリアは身をやつして逃げ、ロブとキャトリンはラニスター家に対抗して軍を率い、ジョン・スノウは忠誠心のはざまで苦しむ。狭い海の向こう側では、デナーリスが、夫と息子と軍を奪った〈血の魔術〉と戦わなければならない。

## あらすじ

### 〈北部〉
体の不自由なブラン(アイザック・ヘンプステッド＝ライト)は、オシャ(ナタリア・テナ)に命じてウィンターフェルの地下のスターク家の地下墓所に自分を運ばせる。二人はここで、弟のリコンとそのダイアウルフのシャギードッグに会う。兄弟とも、父のエダード(ショーン・ビーン)が死んだ夢を見て、地下墓所に引き寄せられていた。地下墓所を出た時、メイスター・ルーウィンがブランのもとにやってきてエダードが処刑されたことを知らせる。

### リヴァーランド
スターク軍の陣で、キャトリン(ミシェル・フェアリー)は父の死を悲しむ息子ロブ(リチャード・マッデン)と共にいる。ロブはラニスター家に復讐を誓うが、キャトリンはまず妹のサンサと アリアを救いださなければならないと念を押す。ともにジョフリーの玉座に挑戦していたスタニスとレンリーのどちらを支持すべきか支持者たちに尋ねていた時、グレイトジョンは〈北部〉が独立すべきだと言い始める。シオン(アルフィー・アレン)や他の者たちも賛成し、ロブを〈北の王〉と宣言する。後に、キャトリンは囚われのジェイミー・ラニスター(ニコライ・コスター＝ワルドー)を尋問する。ジェイミーは、ブランを塔の窓から突き落としたことは認めるが、理由は話そうとしない。
ラニスター軍の陣では、タイウィン(チャールズ・ダンス)と支持者たちが最近喫した敗北について話す。重要な戦いに負け、ジェイミーとその軍がスターク軍に囚われとなっているだけでなく、バラシオン家の二人の兄弟もまた脅威となっている。孫のジョフリーがエダードを処刑したため、スターク家とラニスター家の講和は不可能となっている。タイウィン公は、息子のティリオン(ピーター・ディンクレイジ)に向かって、ジョフリーを制御するため、キングズランディングに行って自分の代わりに〈王の手〉を務めることを命じる。父親の命令に背き、ティリオンは娼婦シェイ(シベル・ケキリ)を王都に伴う。

### キングズランディング
ロバート王の死に関する下品な歌を作った罪で、ジョフリー(ジャック・グリーソン)は吟遊詩人のマリリオンに指と舌のどちらを残したいか選ばせ、舌を切り取る刑を宣告する。次にジョフリーはサンサ(ソフィー・ターナー)を胸壁を渡る橋に誘い、杭の上で見せしめにされた父親エダードと他のスターク家の者たちの首を見ることを強いる。ロブの首もここに並べたいといった時、サンサはジョフリー自身の首が並ぶのを見たいと逆らい、ジョフリーは護衛に命じてサンサを叩かせる。サンサがジョフリーを橋から突き落とすことを考えた時、サンダー・クレゲイン(ロリー・マッキャン)がサンサを制止し、唇から血を拭き取り、身の安全のためにジョフリーに従ったほうがいいと忠告する。
一方、アリア(メイジー・ウィリアムズ)は〈冥夜の守人〉の新兵募集係のヨーレンに救い出され、"アリー"という名の少年に身をやつして新兵たちと脱出する。2人の少年がアリアから剣を盗もうとした時、アリアは殺すと脅すが、自分の身元を知らない、ロバート王の落とし子のジェンドリーが現れて少年たちを追い払う。アリアとジェンドリーはヨーレンの旅の一行に加わって〈壁〉に向かう。

### 〈壁〉
サム(ジョン・ブラッドリー)の懇願にもかかわらず、ジョン・スノウ(キット・ハリントン)は父親の敵を討つため、〈冥夜の守人〉を脱走してロブの軍に加わろうとする。サム、ピップ、グレンはジョンを追いかけ、3人はジョンに戻れと言われるが、最後にはジョンを説得して〈冥夜の守人〉の誓いを守らせる。次の朝、総帥ジオー(ジェームズ・コスモ)はジョンが脱走しようとしたことを知っていると言うが、〈野人〉とホワイト・ウォーカーの脅威に立ち向かい、哨士長のベンジェンを探すために、〈壁〉の向こう側へ行く偵察に同行を命じる。

### 狭い海の向こう側
デナーリス(エミリア・クラーク)は目覚め、ジョラー(イアン・グレン)から、カール・ドロゴ(ジェイソン・モモア)の命を救うために、ミリ・マズ・ドゥールの〈血の魔術〉が生まれる前の子の命を使い果たし、子は死産であったと知らされる。ドロゴは生き延びたが植物状態になり、支持者のほとんどに見捨てられている。デナーリスは、〈血の魔術〉の真の代償を明らかにしなかったとミリを責めるが、ミリは自分の村が破壊され村人たちが殺されたことへの復讐だったと言う。太陽が西から昇り東に沈むことでもなければ、デナーリスはもう子をなすことはないとミリは言う。夫の哀れな状態に耐えられず、デナーリスは枕を夫の顔にかぶせて殺す。
デナーリスと支持者の残りはドロゴの火葬の用意をする。デナーリスは薪の上にドラゴンの卵を置き、ジョラーに命じてミリを薪に縛りつけさせる。薪に火をつけ、デナーリスは新しい部族(カラザール)の女王であると宣言し、残った者達を自由の身とする。ジョラーが心配する中、デナーリスは燃えさかる薪の中に歩み入る。夜が明けた時、ジョラーと部族は、灰の中でデナーリスが無事であり、卵から孵った3頭のドラゴンといるのを見つけて驚く。1頭がデナーリスの肩によじ登って鳴き声をあげ、人々は驚嘆のあまりデナーリスに頭を下げ跪く。

## 製作

### 脚本
原作第一部『七王国の玉座』の第65-72章に基づいて、プロデューサーでもあるデイヴィッド・ベニオフ と D・B・ワイスが脚本を書いた。また、第二部『王狼たちの戦旗』からも、第1章および第55章の一部の内容がカバーされている。キャトリンとロブがエダードの死の知らせを受け取るシーン、サーセイとランセルの性的関係が明らかになるシーン、グランド・メイスター・パイセルと娼婦のロスのシーン、ヴァリスとリトルフィンガーが玉座の間で語るシーンがドラマのために追加された。
ジョフリーがサンサに強いて、胸壁の上からエダードらの首を見るシーンで、首の一つはジョージ・W・ブッシュのものであった。DVDのコメンタリーの中でプロデューサーは謝罪し、特別な意図があったわけではなく、たまたま手元にあった模造の首を使っただけであると説明した。後にこのシーンは編集され、首はブッシュ氏にまったく似ていないものとなった。

## 評判

### 視聴者数
本エピソードは304万人に視聴されてシーズン最高記録となり、18歳から49歳の層では1.4%のシェアとなった This means that it was seen by 1.4% of all 18–49 year olds at the time of the broadcast.。同夜の再放送も含めれば、390万人が視聴した。

### 賞
2011年プライムタイム・エミー賞の視覚効果賞シリーズ部門にノミネートされた。

## 参照
1. 1 2  Seidman, Robert (2011年6月21日). “Sunday Cable Ratings: 'Falling Skies,' 'Game of Thrones', 'The Killing,' 'In Plain Sight,' 'Law & Order: CI,' 'The Glades' and Much More”. TV by the Numbers. 2011年6月22日閲覧。
2. ↑  West, Kelly (2011年6月21日). “Game Of Thrones Fire And Blood: Inside The Episode Video And Season Finale Ratings”. Cinemablend. 2011年2月24日閲覧。
3. ↑  “Outstanding Special Visual Effects For A Series 2011”.   Emmys.com. 2012年1月22日閲覧。